# Гаганьян (космический корабль)
«Гаганьян» (англ. Gaganyaan, хинди गगनयान) — проект пилотируемого космического корабля Индии. Разрабатывается Индийской организацией космических исследований (ISRO) для осуществления национальной программы пилотируемых полётов. Ранее условным наименованием корабля по проекту было ISRO Orbital Vehicle, в августе 2018 года премьер-министром Индии было объявлено присвоенное собственное наименование.
Проект разрабатывается с 2006 года. В 2014 году прошло первое суборбитальное испытание с приводнением макета корабля «Гаганьян». В 2018 году прошло испытание системы аварийного спасения при старте.
Дата первого пилотируемого запуска точно не определена и зависит от результатов проведения беспилотных испытательных запусков, первый из которых планируется осуществить в IV квартале 2025 года.
Успешный запуск пилотируемого «Гаганьян» сделает Индию четвёртой космической сверхдержавой и станет моментом начала строительства ею собственной орбитальной станции.
Согласно проекту, почти 8-тонный (при запуске) корабль предназначен для вывода на орбиту экипажа космонавтов-гаганавтов из 3 человек, ресурс автономного полёта составляет 7 дней.
Скафандры, кресла и ложементы для корабля поставило российское НПП «Звезда».

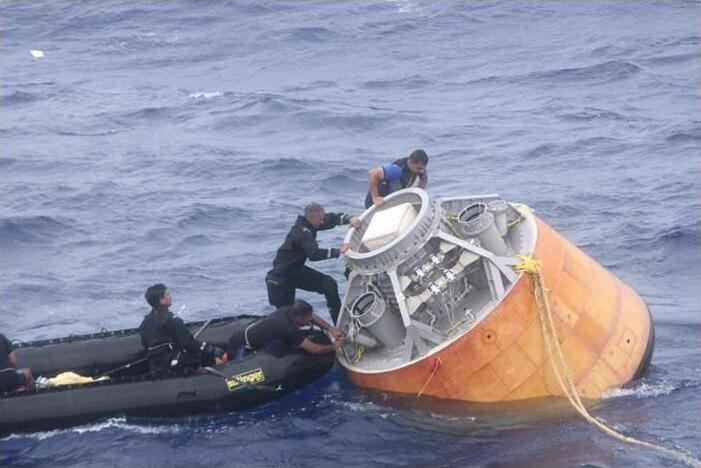
Приводнившийся в ходе суборбитальных испытаний 2014 года макет корабля «Гаганьян»
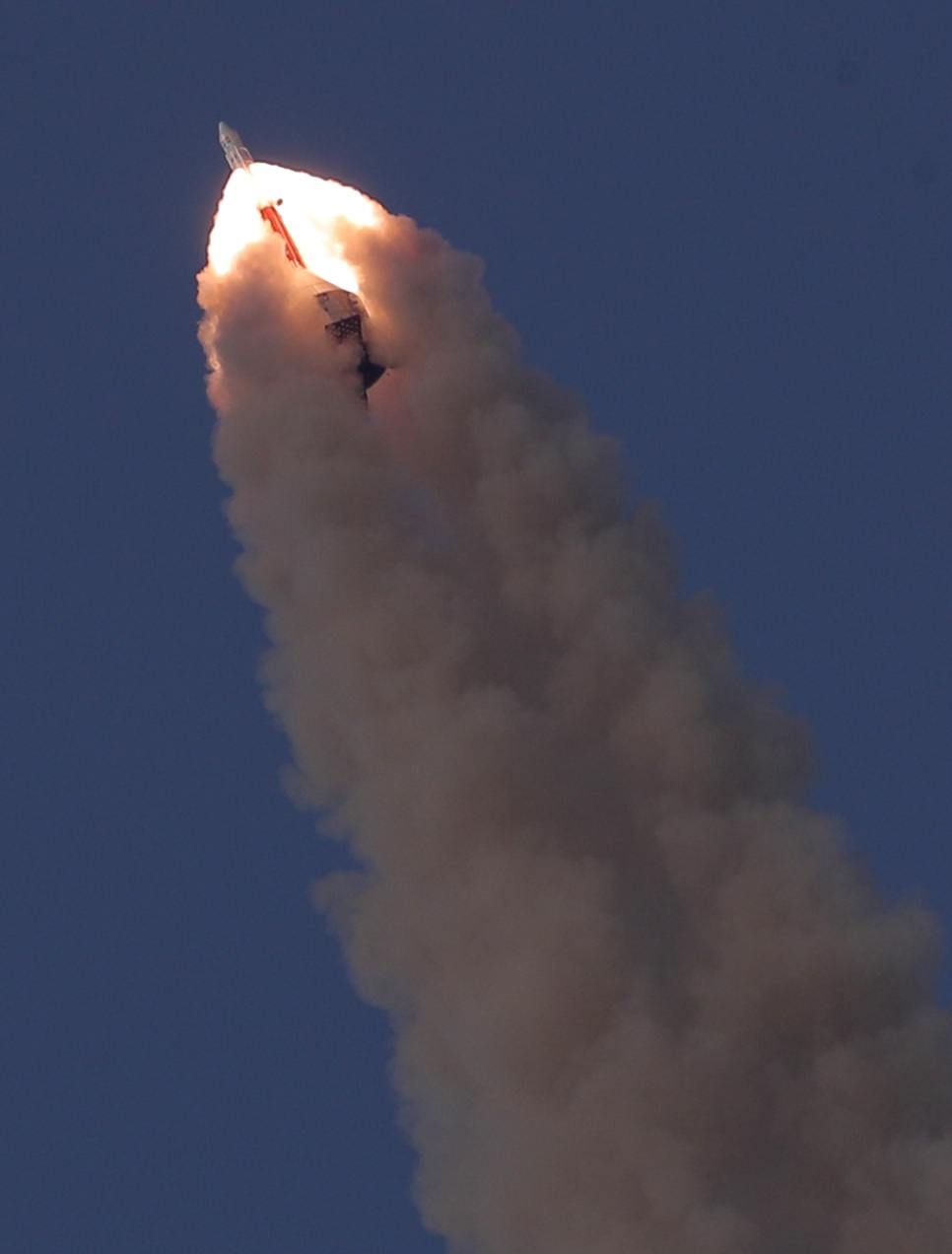
Запуск и спуск макета корабля «Гаганьян» в ходе испытания системы аварийного спасения ISRO[англ.]

## История

### 2007 год
- Начало работы над проектом «Гаганьян»[5].

### 2014 год
- 18 декабря — суборбитальное испытание уменьшенной макета «Гаганьян», запущенного в ходе первой суборбитальной испытательной миссии ракеты GSLV Mark III[6].

### 2018 год
- 5 июля — четырёхминутное испытание системы прерывания запуска «Гаганьян» в космическом центре имени Сатиша Дхавана[7];
- 15 августа — программа пилотируемых полётов была официально объявлена премьер-министром Моди[8].

### 2019 год
- 1 июля — ISRO и Главкосмос подписали соглашение о подготовки индийских космонавтов[9].

### 2022 год
- 10 августа — проведение статического испытания системы спасения экипажа[10];
- ноябрь — проведение осмотра скафандра совместно с представителями Главкосмоса[11];
- 7 декабря — пилотируемый модуль «Гаганьян» поступил в производство[12];
- декабрь — завершение комплексного испытания обтекателей[13].

### 2023 год
- 12 августа — атмосферный тест парашютов аварийного возвращения на землю модуля экипажа «Гаганьян»[14] ;
- 21 октября  —  проведение атмосферного испытания TV-D1[15] .

### 2024 год
- 21 февраля —  ISRO сообщила об успешном завершении испытаний двигателей для ракеты LVM-3[16];
- 28 февраля —  председатель ISRO сообщил, что миссия G1 запланирована на июль, а также что уже отобраны четыре космонавта для полёта на орбиту: Прашант Балакришнан Наир, Ангад Пратап, Аджит Кришнан и Шубханшу Шукла[17].

## Планы
- декабрь 2025 года — первый беспилотный полёт[18];
- 2026 год — проведение ещё двух атмосферных испытаний[18];
- I квартал 2027 года — первый пилотируемый полёт[18].

### Полёты
| Название   | Дата                | Экипаж        |
| ---------- | ------------------- | ------------- |
| Гаганьян-1 | декабрь 2025 года   | Нет           |
| Гаганьян-2 | 2026 год            | Нет           |
| Гаганьян-3 | 2026 год            | Нет           |
| Гаганьян-4 | I квартал 2027 года | не определено |
| Гаганьян-5 | 2027 год            | не определено |

## Сравнение с аналогичными проектами
| Сравнение характеристик некоторых пилотируемых космических кораблей | Сравнение характеристик некоторых пилотируемых космических кораблей                             | Сравнение характеристик некоторых пилотируемых космических кораблей | Сравнение характеристик некоторых пилотируемых космических кораблей                                     | Сравнение характеристик некоторых пилотируемых космических кораблей | Сравнение характеристик некоторых пилотируемых космических кораблей | Сравнение характеристик некоторых пилотируемых космических кораблей | Сравнение характеристик некоторых пилотируемых космических кораблей |
| Название                                                            | Орёл                                                                                            | Орион                                                               | Crew Dragon                                                                                             | CST-100 Starliner                                                   | Мэнчжоу                                                             | Гаганьян                                                            | Starship                                                            |
| ------------------------------------------------------------------- | ----------------------------------------------------------------------------------------------- | ------------------------------------------------------------------- | --- | ------------------------------------------------------------------- | ------------------------------------------------------------------- | ------------------------------------------------------------------- | ------------------------------------------------------------------- |
| Разработчик                                                         | РКК «Энергия»                                                                                   | Lockheed Martin                                                     | SpaceX                                                                                                  | Boeing                                                              | CAST                                                                | ISRO                                                                | SpaceX                                                              |
| Внешний вид                                                         |                                                                                                 |                                                                     | SpaceX Dragon v2 (Crew) artist depiction (16787988882)                                                  |                                                                     |                                                                     |                                                                     |                                                                     |
| Назначение                                                          | - к ОС на НОО (МКС, НОКС) - грузовая модификация к ОС на НОО - к Луне, - к астероидам - к Марсу | - к Луне, Gateway - к Марсу - к МКС - к астероиду                   | - к ОС на НОО (МКС) - грузовая модификация к ОС на НОО - автономно на НОО - к Луне (без посадки) (2018) | - к ОС на НОО (МКС)                                                 | - к ОС на НОО - грузовая модификация к ОС на НОО - к Луне           | НОО                                                                 | - к ОС на НОО - к Луне, Gateway - к Марсу                           |
| При полёте на НОО                                                   |                                                                                                 |                                                                     | |                                                                     |                                                                     |                                                                     |                                                                     |
| Год первого орбитального беспилотного запуска                       | 2028 (Ангара-А5)                                                                                | 2014 (Delta IV Heavy)                                               | 2019 (Falcon 9)                                                                                         | 2019 (Атлас-5)                                                      | 2020 (LM-5B)                                                        | 2024 (LVM-3)                                                        | 2024                                                                |
| Год первого пилотируемого полёта                                    | 2029 (Ангара-А5М(П))                                                                            | —                                                                   | 2020 | 2024                                                                |                                                                     | 2026                                                                |                                                                     |
| Экипаж, чел.                                                        | 4                                                                                               | —                                                                   | 4 | по контракту с НАСА — 4, максимальная — 7                           | до 6—7                                                              | 3                                                                   | до 100                                                              |
| Стартовая масса, т                                                  | 14,4                                                                                            | —                                                                   | 12 | 14                                                                  | 21,6                                                                |                                                                     | 1320 (4800 включая первую ступень)                                  |
| Масса полезного груза в пилотируемом полёте, т                      | 0,5                                                                                             | —                                                                   | | 0,1                                                                 |                                                                     |                                                                     |                                                                     |
| Масса полезного груза грузовой версии, т                            | 2                                                                                               | —                                                                   | 6 | 0,27                                                                |                                                                     |                                                                     | от 100 до 150 (запуск с возвращением) до 250 (расходуемый запуск)   |
| Продолжительность полёта в составе станции                          | До 365 дней (НОО)                                                                               | —                                                                   | До 720 дней                                                                                             | До 210 дней                                                         |                                                                     |                                                                     |                                                                     |
| Продолжительность автономного полёта                                | До 30 дней                                                                                      |                                                                     | До 1 недели                                                                                             | До 60 часов                                                         |                                                                     | 7                                                                   |                                                                     |
| Ракета-носитель                                                     | - Иртыш (Союз-5) - Ангара-А5М(П) - Ангара-А5B                                                   | - Delta IV Heavy                                                    | - Falcon 9                                                                                              | - Атлас-5 - Vulcan                                                  | LM-5B или LM-7                                                      | LVM-3                                                               | Starship                                                            |
| При полёте к Луне                                                   |                                                                                                 |                                                                     | |                                                                     |                                                                     |                                                                     |                                                                     |
| Год первого орбитального беспилотного запуска                       | 2030 (Енисей)                                                                                   | 2022 (SLS)                                                          | — | —                                                                   |                                                                     | —                                                                   | 2025                                                                |
| Год первого пилотируемого полёта                                    | 2031 (Енисей)                                                                                   | 2025 (SLS)                                                          | 2018 | —                                                                   | 2028                                                                | —                                                                   | 2026                                                                |
| Экипаж, чел                                                         | 4                                                                                               | 4                                                                   | 2 | —                                                                   | 3—4                                                                 | —                                                                   | до 100                                                              |
| Стартовая масса, т                                                  | 20,0                                                                                            | 26                                                                  | |                                                                     |                                                                     |                                                                     | 1320 (4800 включая первую ступень)                                  |
| Масса полезного груза в пилотируемом полёте, т                      | 0,1                                                                                             | 0,38                                                                | |                                                                     |                                                                     |                                                                     |                                                                     |
| Продолжительность полёта в составе станции                          | До 180 дней                                                                                     |                                                                     | |                                                                     |                                                                     |                                                                     |                                                                     |
| Продолжительность автономного полёта                                | До 30 дней                                                                                      | До 21 дня                                                           | |                                                                     |                                                                     |                                                                     |                                                                     |
| Ракета-носитель                                                     | - Енисей - Ангара-А5B                                                                           | SLS                                                                 | Falcon Heavy                                                                                            |                                                                     | LM-10                                                               |                                                                     | Starship                                                            |